# Samiska språkrådet
Samiska språknämnden (nordsamiska: Sámi Giellagáldu; lulesamiska: Sáme Giellagálldo; sydsamiska: Saemien Gïelegaaltije; enaresamiska: Säämi Kielâkäldee; skoltsamiska: Sääʹm Ǩiõllkaʹlddi) är ett organ under Samiska parlamentariska rådet.

## Historik
Samiska språkrådet ägs och finansieras av sametingen i Norge, Sverige och Finland och har samiska, norska/svenska, finska och ryska som officiella språk. Det ersatte 2022 Samiska språknämnden (Sámi giellalávdegoddi) och arbetar med sametingen och de ryska sameföreningarna samt med universitet, högskolor och språkorganisationer.
Det samiska parlamentariska rådet utser de tolv medlemmarna plus suppleanter i språknämnden för en fyraårsperiod efter förslag av sametingen i Norge, Finland och Sverige samt sameföreningarna i Ryssland. I nämnden ska ingå tre medlemmar från vart och ett av de fyra berörda länderna, och dessa ska representera var och en av de största samiska språkvarieteterna i fem språksektioner, samt en gemensam representant för en sektion för skoltsamiska och tersamiska. 
Samiska språkrådets uppgift är att utveckla samiska språkvarieteter, att ge råd i samiska språkfrågor och att förbättra samiska språks ställning i samhället. Nämnden arbetar med språknormering och samordning av samiskt språkarbete.
Samiska språkrådet har sitt kansli knutet till administrationen för norska Sametinget i Karasjok. Dess chef är (2024) Mika Saijets. Ordförande är Ole Henrik Magga.